# 出口なお
出口 なお（でぐち なお、出口 直、1837年1月22日〈天保7年12月16日〉 - 1918年〈大正7年〉11月6日）は、新宗教「大本」の二大教祖の一人。大本での呼称は開祖。

## 概要
出口なお（以下、なおと表記）は、江戸時代末期から明治時代中期の極貧の生活の中で日本神話の高級神「国常立尊（艮の金神）」の神憑り現象を起こした。当時、天理教の中山みきなど神憑りが相次いでおり、なおの身に起ったことも日本の伝統的な巫女/シャーマニズムに属する。当初は京都丹波地方の小さな民間宗教教祖にすぎなかったが、カリスマ的指導者・霊能力者である出口王仁三郎を娘婿としたことで、彼女の教団「大本」は全国及び海外に拡大した。大本は昭和前期の日本に大きな影響を与え、現在もさまざまな観点から研究がなされている。

## 生涯

### 地獄の釜の焦げ起こし
なおは1837年1月22日（天保7年12月16日）、大工の父/桐村五郎三郎と母/そよの長女として福知山藩領の丹波国天田郡上紺屋町（現福知山市字上紺屋町）に出生。折からの天保の大飢饉のため両親は減児を相談したが、気難しい姑が断固反対し生を得ることが出来た。だが苗字帯刀を許されたほどの桐村家は五郎三郎の放蕩により没落、五郎三郎はなおが11歳（9歳、10歳とも）の時コレラで急死した。なおは下女奉公に出て働くようになる。
嘉永2年（1849年）には福知山藩主朽木綱張より集落の孝行娘として表彰されるほど真面目な働きぶりが評判だった。米屋や呉服屋など幾度か勤め先を替えたが、どの家々でも信頼されると同時にシャーマン的素質も見せることがあった。また信仰心の篤さは幼少時から変わらなかった。江戸時代末期、福地山や綾部を含め各地でお蔭参りが発生しており、なおも何らかの影響を受けた可能性が指摘されている。
1854年（安政元年）、綾部の出口ゆり（なおの叔母）の強い要望により、養女となって出口家を相続するが、最初から財産争いに巻き込まれた。出口家菩提寺に10歳のなおが初代出口政五郎の喪主になったことが記録されており、既に入籍済みだった可能性もある。
1855年（安政2年）3月20日（旧2月3日）には宮大工の四方豊助（婿養子となり出口政五郎の名を襲名）と結婚する。政五郎は弟子達に慕われる名大工だったが楽天家で浪費家という欠点があり、資産家だった出口家は数年で没落した。なおは出稼ぎや饅頭屋などの内職をして家計を支えた。
子供11人をもうけるが、3人は夭折し、3男5女が成人した。全員を家で養うことは出来ず、10歳にならないうちにほとんどの者が奉公に出ている。五女（後の大本二代目教主）出口すみ（澄）は1883年（明治16年）2月3日（旧12月26日）に生まれた。
1887年（明治20年）3月、負傷して寝たきりになっていた政五郎が死亡する。なおは52歳、32年間の結婚生活だった。さらに嫁いだ長女や三女が一時的に発狂、養女に行った先の本宮村も、殺人・強盗殺人・偽札造りにより終身刑となった者が1人ずつ、自殺者が5人、まともな家は2、3軒しかなかったといわれる。長男は自殺未遂のあと失踪、次男は近衛兵として徴兵され、後に戦死、次女も駆け落ちするなど、子供たちを巡っても苦労を重ねた。なおは「地獄の釜の焦げ起こし」と呟いたほどだった。大本開祖としての自伝でも「この世にはまずない苦労をいたした」と回顧している。「直は名刀、政五郎は砥石」と表現され、夫・政五郎の無責任な態度や行動がなおを人間的に成長させ、大本の基盤を作ったとする。

### 艮の金神
なおの住む丹波・綾部町は宗教色の強い土地で、明治に入ると従来の神道や仏教に加え天理教、黒住教、妙霊教、金光教、キリスト教が進出していた。当時の綾部は郡是製糸が明治29年に、綾部製糸が大正2年にそれぞれ製糸工場を作っており、半農半商の田舎町から蚕糸を中心とする資本主義的商品経済の町へ急速に転換していた。
三女・久を治癒したのが金光教亀岡教会長・大橋亀吉であり、これがなおと金光教の出会いとなる。後の神懸かりに、同教が説いた金神の影響も指摘される。
1892年（明治25年）1月30日（辰年旧正月元旦）、56歳のなおは「艮の金神、元の国常立尊」と宣言する神と出会う霊夢を見た。2月3日（旧正月5日）、本格的に「艮（うしとら）の金神」が帰神（神懸かり）した。この直に帰神（神懸り）した艮の金神こそ、この世界を創造・修理固成した元の親神である国常立尊である。大本では、この日を開教の日としている。
なおはすみに、「西町（長女の嫁ぎ先）に行って36体の燈明を供えて『ご祈念せい』と言うて来て下され」と言った。目撃したすみは、その時の母の声には普段と違う威厳があり、染み透るような力だったと回想した。本来の美しい声と神の威厳のある声が交互に出るため、まるで自問自答しているようだったという。帰神状態となったなおは、まず13日間の絶食と75日間の寝ずの水行を行う。同居していた四女・龍と五女・すみのうち、すみにだけ村の各場所に塩をまかせる等の用事を頼んだ。こうした奇行は周囲から「狸か狐がついた」と思われ、当初は大目に見られた。
やがて放火犯と間違われて警察に拘留され、釈放されるも自宅の家の座敷牢に40日間押し込まれる。入牢中になおは、神に「声を出さないで」と頼んだところ、神は「ならば筆を執り、神の言葉を書くがよい」告げた。なおは、落ちていた釘で神の言葉を文字に刻むようになり、これが後年の「御筆先/おふでさき」となった。彼女は文盲であったが、日が暮れて、部屋が真っ暗になっても、書き続け、自動書記により没するまで20年間あまりで半紙20万枚を綴ったという。ほとんど平仮名で記された内容は「さんぜんせかい　いちどにひら九　うめのはな　きもんのこんじんのよになりたぞよ」「つよいものがちのあ九まばかりの九にであるぞよ」という痛烈な社会批判を含んだ終末論・黙示録であった。のちに、平仮名を漢字に置き換えて娘婿・出口王仁三郎が発表したのが「大本神諭」である。

### 出口王仁三郎との出会い
なおはわずかな全財産を長女の娘婿に譲ることで座敷牢から出ることが出来た。当初、なおは自分に懸かった神の正体がわからず、また「艮の金神（実際は地上で最も高位の神・国常立尊）」が当時恐れられていた祟り神だったこともあって不安を抱いていた。僧侶や易者を頼ったが力にならず、金光教に相談している。天理教では天狗と判定された。しかし病気治療や日清戦争の予言により「綾部の金神さん」として地元の評判を呼び、小規模の信者グループが形成された。一方、金光教もなおに注目し、彼女を利用して綾部に進出しようと考えていた。1894年（明治27年）10月、金光教の傘下として最初の会合が開かれ、公認の広前（布教所）が出来たことで警察の干渉から逃れることができた。だが人類の改心と三千世界の立替え立直しを唱えるなお/艮の金神（国常立尊）と、日常生活における信仰を説く金光教は根本的に合致せず、両者の関係は次第に悪化する。なおの霊能力に惹かれて支援者となった金光教信者もおり、彼らが独立を目指すなおを支援して初期の幹部となった。1897年（明治30年）4月4日（旧3月3日）、綾部市裏町に住む信者の倉に移り、初めて単独で「艮の金神」を祭った。
1898年（明治31年）8月、事前に幾度か啓示されていた上田喜三郎（王仁三郎）と初体面する。後に王仁三郎は大本事件における精神鑑定で「それは偉い人と思ひました、非常に人を圧する様な偉い人で、そして何とも言えない神様が憑いて居ると思ひました」となおの印象を語っている。ところが、喜三郎の所属が稲荷講社であることになおが不信感を持ってしまい、初対面は物別れに終わった。それでもなおは考えを改め、再び喜三郎を綾部に招いた。喜三郎も綾部行きを希望していた。1899年（明治32年）7月3日、喜三郎は鎮魂帰神法で「艮の金神」は「国武彦命（後に国常立尊と判明）」と見分けた。
喜三郎は新教団「金明霊学会」の会長、なおは教主となり、後の大本の原型が誕生した。稲荷講社の傘下に入ることで、合法的に集会を行うことも可能になった。彼の手腕と能力を高く評価し、また、神の啓示を受けて、なおは、後継者と決めていた五女・出口すみと結婚させることにする。1900年（明治33年）1月、喜三郎はすみと養子結婚。1904年（明治37年）出口王仁三郎と改名した。なおは「これで大本の基礎固まれり」と喜んでいる。こうして王仁三郎の神道の知識を得て新教団の教義が確立していく一方、なおの中には違和感も存在していた。そもそもなおと信者に見られる強烈な排外思想・民族主義・欧米の風習への警戒感は王仁三郎になく、性格も正反対であり、二人の対立は必然だった。

### 教団内部における葛藤
世継ぎに決めていたすみと王仁三郎が結婚したことでなおの役割は軽減し、基本的に筆先と神事にすべてを捧げる生活が始まった。当初、教団は国常立尊（男神）が懸かったなおを「変性男子」、豊雲野尊（国常立尊の妻神）が懸かった王仁三郎を「変性女子」と定めており、現実での養母・養子婿関係は宗教的には夫婦関係という微妙な状態だった。なおに天照大神が、王仁三郎にスサノオが懸かって「火水の戦い」という大喧嘩をしたことがある。独断で教団の法人組織化・公認化を進めようとした王仁三郎を反省させるべく、なおは綾部近くの弥仙山の中の宮に「岩戸ごもり」として篭ったこともある。さらに警察の干渉と教団の複雑な人間関係が王仁三郎を苦しめた。「お筆先」を表面的な文字通りに解釈する原理主義に陥る者も多く、彼らは開明的な王仁三郎を激しく攻撃した。すみと結婚して教団の後継者を望む者もおり、権力争いという一面や、金光教由来信者の反発もあった。一方で王仁三郎の方も、当時の信者を痛烈に批判している。母と夫に挟まれたすみは対応に苦慮した。なおと王仁三郎の対立は旧道と新道の対立という「型」という側面があり、すみによれば大喧嘩のあとに談笑する光景がしばしば見られた。また反対派が王仁三郎の排除を訴えなおが神に相談すると、神は娘婿を庇い続けたという。二人の対立には宗教的な意味合いが存在したのである。
1904年（明治37年）に日露戦争が勃発すると、信者達は現世の根本的な改革が行われると説いた。教団は宗教的ナショナリズムも重なって終末論的な盛り上がりをみせたが、王仁三郎は冷めた目で彼らを批判している。王仁三郎の筆先にも「今度の戦争は門口である」と信者達の先走りを警告する文面が出ている。その後、日露戦争が日本の勝利で終わると立替熱が冷め、また警察の干渉も厳しくなって失望した信者が次々に教団を去った。半面、火水の戦いといわれたなおと王仁三郎の対立は終息した。
1906年（明治39年）9月、王仁三郎は妻子を残して綾部を出、京都に設置されたばかりの神職養成機関（皇典講究所）に入学、教団合法化を目指して活動を開始する。王仁三郎が去った教団は出口家しか残らないほど衰退した。筆先に用いる紙すら用意するのに苦労し、家財道具を売らねばならなかったという。「（王仁三郎が）この大本を出たらあとは火の消えたように、1人も立ち寄る人民はなくなるぞよ。」と啓示されていた通りになった。
1908年（明治41年）3月、王仁三郎が教団に戻ると再び信者が集まりだした。彼に懸かる「坤（ひつじさる）の金神」を公式に祭ったことで幹部信者の態度も変わり、教団経営の一切は王仁三郎にまかされた。大本はメディア活動を展開し、新たな信者層を開拓。財政状況は劇的に改善したが、直は質素な生活を続ける。贅沢を好まず、農村の生活そのものを送り、神事や啓示の執筆に専念した。

### 隠居
1910年（明治43年）12月26日、王仁三郎の正式な出口姓改名・入籍を待って出口家当主を譲る。なおは人生を通じて大きな病気・怪我をしたことがなかったが、足を挫いたことから梅の杖に頼るようになり、畑仕事をやめた。1916年（大正5年）10月4日、出口家・教団幹部と共に家島諸島神島（上島）に参拝する。夜、なおの筆先に「未申（ひつじさる）の金神どの、素盞嗚尊と小松林の霊が五六七神の御霊でけっこうな御用がさしてありたぞよ。みろく様が根本の天の御先祖様であるぞよ。国常立尊（艮の金神）は地の先祖であるぞよ」という神示があり、婿養子の王仁三郎こそ、本当の「みろく様」であったという確信に至る。王仁三郎は、この時を境になおは未見真実から見真実となったとしている。なかでも重要なことは、なおの神業的役割が王仁三郎に懸かっている神霊を正確に審神者することであり、大正5年の神島参拝において、王仁三郎への審神者を完了したことにある。
1917年（大正6年）、大本は機関誌「神霊界」を発行、筆先は「大本神諭」として発表され注目を集めた。教団は急速に拡大し、整備拡張も進んだ。海軍機関学校教官だった浅野和三郎はなおと対面し、カリスマ性に魅せられて大本に入信した。その一方、なおは筆先を書かなくなり、自分の役目が終わったことを王仁三郎に告げる。ある日、王仁三郎に背負われて神苑を巡り「結構でした。ご苦労でした」と感謝の言葉をかけた。側近には教団の発展を褒めると同時に「1人でも誠の者ができたら、どんなにかこの胸の中が楽になるのだが」と心中を語る。
1918年（大正7年）11月5日、親しい信者数名に「今夜が峠」と呟き、遅くまで談笑した。翌日早朝に倒れ、午後10時30分に死去。享年83。綾部の天王平に埋葬された。
浅野を中心とする一派はメディアを通じて終末論を宣伝、さらに多数の軍人・知識人が入信し、危機感を抱いた大日本帝国政府は不敬罪と新聞紙法違反を理由に宗教弾圧を行った（第一次大本事件）。この弾圧によりなおの奥都城は縮小改装を余儀なくされた。同時期に『大本神諭』は発禁処分となった。王仁三郎は『霊界物語』を口述、神諭の直接的な表現を物語・比喩・暗喩という形に置き換えて『大本神諭』とならぶ根本教典とした。だが政府は大本に対する警戒を緩めず、1935年（昭和10年）の第二次大本事件で徹底的な宗教弾圧を加えた。なおの墓は暴かれて柩を共同墓地に移され、「衆人に頭を踏まさねば成仏出来ぬ大罪人極悪人」として特別高等警察により腹部付近に墓標を建てられる。当局は四女・龍子の墓石から「出口直子四女」のうち「直子」の文字を削り落とした。こうした大日本帝国政府の姿勢は「人間の礼節すら失っていた」「権力の大本に対する憎悪を示した」と評される。現在、なおの墓は再建され王仁三郎夫妻と共に埋葬されている。

## 評価
出口なおは幕藩体制の崩壊から明治・大正という激動の時代に生きた。82年間の生涯のうち、2/3を社会の最底辺で過ごした、無口で辛抱強い無名の女性だった。だが「神懸かり」後のなおは娘婿・出口王仁三郎とは違ったカリスマを持ち、晩年は初対面で圧倒され心酔した者も多い。一方、素朴で純粋な文明批判論は時に厳しい終末論・反文明論・天皇制否定論に飛躍した。一種の革命思想であり、その千年王国的救済思想は従来日本宗教の中でも特に徹底している。なおはあくまで神の言葉を伝えた預言者であり、神学や言霊学に深く通じた王仁三郎とは役割が違ったと言える。なおの終末論・社会批判・黙示録的予言は王仁三郎のコミュニケーションと経営の才能によって世に出た。2人は巫女と山伏（解釈者）という伝統的なシャーマニズムの役割を担いつつ、「日本と外国の戦いが綾部の大本にはして見せてあるから、男子（開祖・なお）と女子（王仁三郎）の戦いで、世界のことが分る大本であるぞよ」という独特の教義を展開したのである。

## 年譜
- 1837年1月22日（天保7年12月16日） - 京都府福知山紺屋町に桐村五郎三郎・そよの長女として誕生。
- 1846年（弘化3年） - 父・五郎三郎死亡。奉公に出る。
- 1853年（嘉永6年） - 綾部の叔母・出口ゆりの養女となる。
- 1855年（安政2年） - 四方豊助と結婚。豊助は出口政五郎を襲名する。
- 1871年（明治4年） - 上田喜三郎、誕生する。
- 1883年（明治16年） - 五女・出口すみが誕生。
- 1887年（明治20年） - 出口政五郎、61歳で死亡。なお52歳。
- 1892年（明治25年）2月3日 - 直、初めて神懸かり状態となる。大本では開教の日とされている。
- 1894年（明治27年） - 金光教に所属して最初の集会場を開く。
- 1898年（明治31年） - 初めて上田喜三郎と対面する。
- 1899年（明治32年）
  - 金明霊学会を組織し、なおが教主となる。
  - なおに懸かった神を審神して教団入りした上田喜三郎が会長となり、大本の基盤が成立。
- 1900年（明治33年） - 上田喜三郎、なおの五女・澄と結婚。入婿して出口王仁三郎（改名は1904年）を名乗る。
- 1902年（明治35年） - 王仁三郎夫妻の長女・浅野（後に三代教主・出口直日）産まれる。
- 1905年（明治38年） - 日露戦争の最中、終末論が最高潮となる。舞鶴沖合いの沓島に篭る。
- 1906年（明治39年） - 王仁三郎、一時綾部を離れる。教団と出口家は逼迫する。
- 1908年（明治41年） - 王仁三郎、綾部に戻る。金明霊学会を大日本修斎会に改名する。
- 1916年（大正5年） - 教団名を皇道大本とする。
- 1918年（大正7年）11月6日 - 81歳で死去[132]。

## エピソード
- 大本では、なおを「女性の肉体に男性の魂が宿った変性男子」、王仁三郎を「男性の肉体に女性の魂が宿った変性女子」と定義している。なおの生き方は男性的本質的を持っていたとされる[133]。「神の織物の経糸はなお、緯糸は王仁三郎」という別の表現もあるが、これも二人の対称性をうまく捉えている[134]。民族学者宮田登は大本独特の陰陽和合の原理が背景にあると指摘した[135]。
- 「変性男子」という表現は仏教用語の「変成男子」（悟りを得て成仏するには男性に転生してのみ救われる。女性の運命は男性の運命より険しくて苦しい。）という思想とは異なるものである[136]。なおは「出口は女であれども男の性来、上田（王仁三郎）は男であれども女の性来ざぞよ。」と述べ、性別と宗教的役割を切り離して説明した[137]。大本救済論の基盤には「逆転のモチーフ」がある[138]。宗教学者ヘレン・ハーデカーは大本について「日本では珍しい宗教的な動機による反体制運動」と述べ、なおと王仁三郎のイデオロギーは日本宗教史においても重要な意味を持つと論じる[139]。
- なおに懸かった「艮の金神」は一般的に金光教の影響を受けたものとされるが、綾部藩主九鬼家に伝わる『九鬼文書-鬼門呪詞』の主神「宇志採羅根真大神（ウシトラノコンジン）」に由来する可能性もある[140]。大工だった出口家は藩主・九鬼家と関係が深く、なおも九鬼家邸内の本興稲荷に度々参籠していた[141]。実際に、大本の「十曜神紋」は九鬼家の定紋「七曜」を原典としている[142]。また「天理、金光、黒住、妙霊先走り。とゞめに艮の金神が現はれて三千世界の大洗濯を致すのじゃ」「綾部はまん中になりて、金輪王で世を治めるぞよ。綾部は結構な処、昔から神が隠して置いた、世の立替の、真誠の仕組みの地場であるぞよ」と筆先にあるように、先行した民衆宗教の影響も指摘される[143]。
- 戸籍には「出口ナカ」と記録されており、出口清吉が戦死した際の特別賜金証書にも「ナカ」と記載される[144]。氏神は熊野新宮社である[144]。桐村家は浄土真宗とされる[145]。
- 神懸かりが始まって間もなく放火犯と間違えられた際、綾部警察署の警官3名が連行しようとしたところ、なおの体を1人で動かせなかった[146]。モッコと担い棒を借りて3人がかりで運んだが、疲労のあまり近くにあった建設中の新庁舎に収容先を変更している[147]。なおは新庁舎の留置人第一号となり、同時に生涯最初で最後の拘留となった[148]。警察はなおをもてあまし、真犯人が逮捕されたあと座敷牢に入れることを前提に長女夫妻（大槻鹿蔵と米。米は発狂中）に引き取らせた[149]。
- 1893年（明治26年）、最初期の信者・四方スミに「翌年、支那と戦争になり日本が勝つ」と神の予言を告げたが、二人とも支那がどこにあるかわからず、四方によれば信濃国周辺ということで納得した[150]。同時になおは舞鶴に鎮台が出来て軍港となり「福知、舞鶴、外囲い、十里四方は宮の中、綾部末で都といたすぞよ、と神様がおっしゃる」と語った[151]。
- なおは近衛兵の次男・清吉を頼りにしていた[152]。生涯にわたって神に絶対の信頼を寄せたなおだが、1895年（明治28年）7月7日に台湾で清吉が戦死したとの知らせを受けると「嘘をぬかした。もう言う事は聞いてやらぬ」と激昂している[153]。後に、清吉は霊界で日の出の神として重要な働きをする魂という啓示が出た[154]。だが王仁三郎が活躍するようになってもなおや周辺信者の間で清吉への愛着が垣間見られ、まだ生きているという希望も持たれていた[155]。1929年（昭和4年）2月、なおの孫で後継者出口直日（三代教主）が高見元男と婚約、王仁三郎は「元男は清吉の生まれ変わり」として出口日出麿と改名させた[156]。
- 清吉の死亡状況は不明な点が多く、日本へ帰還する船中で病死したあと海葬されたという証言があるにもかかわらず、遺骨がなおの元に返還されている[157]。王仁三郎は清吉が諜報員「王文泰」として中国大陸で活動したという証文をつくり、福島久（なおの三女）に預けた[158]。蒙古入りした王仁三郎を尾行した日本陸軍諜報員も、王仁三郎と密会した男が肉親のように親しく接したのを目撃している[159]。この事は霊界物語・入蒙記にも記載されていない[160]。戦後発行されたすみの自伝にも「出口清吉は王文泰である」とある[161]。
- 王仁三郎が大本入り直後、遷座祭典用に注文した九鬼家の九曜紋提灯が、手違いで十曜紋になっていた[162]。なおは1899年旧6月の筆先で「九曜の紋を一つふやしたのは、都合のあることぞよ。（中略）艮の金神の初まりの世話をいたしてくださるのは、まことの人が出てこねば、おさまらぬと申してあろうがな。この人が神のまことの世話をしたして下さるのざぞよ」と述べて、十曜紋を大本の神紋と定めた[162]。
- なおは近代文明と技術に批判的だった[163]。代表例が、孫にして大本三代目教主出口直日の種痘問題である[164]。天然痘の種痘を受けることは法律で定められていたが、なおと教団は「外国から来たものは穢れ」として断固拒否の立場をとり、王仁三郎・すみ夫妻は直日が小学4年生になるまで罰金を払う事になった[165]。夫妻は娘に種痘を試みたが度々信者の妨害にあい、罰金を払ったことでも「神の意思より法律を優先した」と批判される[166]。説得に訪れた医者に対しなおは迷惑を謝罪しつつ「直日に種痘植えさすまいと頑固張りますのも、神さまがお命じになるからです。たとえ私が殺されても、直日の水晶の血だけは守りとうございます」と答える[167]。信仰心の篤さに感銘を受けたカトリックの医師は、なおの血液を用いた擬似種痘で問題を解決した[167]。
- 1905年（明治38年）5月15日、若狭湾の無人島沓島に神事のため信者2人を連れて渡った[168]。この時、大日本帝国海軍舞鶴鎮守府では3人をロシア軍スパイと勘違いして騒動となり、新聞にも載ったという[169]。なおは5月26日に島を去り[170]、翌日、日本海海戦が発生した。
- 1916年（大正5年）12月、秋山真之海軍少将が大本を訪れ、大本教主顧問となった[171]。この事は海軍将兵の入信者増加に貢献したが、秋山は1917年（大正6年）5月に神懸りで盤古大神を名乗り「なおと王仁三郎を配下にする」と宣言、激怒したなおは秋山と訣別した[172]。大正6年旧11月23日の筆先に「大将迄が下に成りたり、上に成つて見たり、全然日本の神国を畜生の玩弄物に為られて了ふて、天地の先祖も堪忍袋が切れたぞよ」とある[172]。第一次大本事件で当局は「大将＝天皇」と解釈して追及したが、王仁三郎は「自分と秋山の関係である」と反論した[173]。天皇は「現代（このよ）の大将」という言葉で表現されている[173]。
- 死の一週間前、浄瑠璃の名人二代目竹本春子太夫が大本教団に来た[174]。普段のなおは「世界の大芝居を見ているのに人間の作品など見られない」と断っていたが、すみが取り次ぐと珍しく承諾した[175]。観賞すると「神様が明治25年から世界の人民に筆先をおさとしになるのが、どうして人民に分らぬかと思っていたが、浄瑠璃でさえ初めて聞くと分らんのだから、神様の教えが人民に分らんのも無理がないと、よう分らして貰った」と感想を述べている[176]。
- なおが逝去したあと、王仁三郎は自室で号泣[177]。あまりに泣くので、妻に追い出されるようにして教祖室に戻ったという[178]。祖母を慕っていた出口直日は「神がかり　はげしかりしときく　吾が祖母は　起居しずけく　匂やかにましき」と詠った[179]。
- 第一次大本事件に関連して教典『大本神諭』が発禁となると、王仁三郎は1921年（大正10年）10月18日から大長編教典『霊界物語』の口述を開始した[180]。古事記のアマテラスとスサノオの誓約を再解釈する部分で王仁三郎は天照大神について「表面はこの上なく優しくうるわしくみえつれども、御心の底ぞ建くけわしくましますなり」と述べ、天照（なお）に対してのべている[181]。その一方、なおは「初稚姫」という美少女として登場し、物語50巻前後から重要なキャラクターとして活躍する。
- 生前「私が死んだら、こっそり直日のおなかに入って生まれ変わってくる」と語っている。三代教主となった直日は1990年（平成2年）9月23日に逝去するが、その晩年には後継者の地位を巡って、三代教主直日を軽視した反教団事件が起きた[182]。最終的に出口聖子（直日の三女）が大本四代教主となり、長女の直美夫妻は大本を離脱して「大本信徒連合会」を結成した[183]。1986年（昭和61年）7月には出口和明が大本を離脱し「愛善苑」を発足させた[184]。

## 伝記など
- 安丸良夫『出口なお』朝日新聞社、1977年1月（朝日評伝選 のち選書）、洋泉社（MC新書）
- 富岡多恵子『三千世界に梅の花』新潮社、1980年9月 （伝記小説。直は奈於と表記される）
- 伊藤栄蔵『大本 出口なお・出口王仁三郎の生涯』講談社、1984年4月 （新宗教創始者伝）
- 出口和明『いり豆の花 大本開祖出口なおの生涯』八幡書店、1995年7月

## 文献

### 主要文献
- 村上重良校注『大本神諭　民衆宗教の聖典・大本教　天の巻』平凡社東洋文庫、1979年4月。ISBN 4256803475。
  - 村上重良校注『大本神諭　民衆宗教の聖典・大本教　火の巻』平凡社東洋文庫、1979年。のち各・ワイド版
- 出口栄二監修『写真図説　民衆の宗教・大本』学燈社、1970年3月。
- 伊藤栄蔵『出口なお・出口王仁三郎の生涯　新宗教創始者伝・大本』講談社、1984年4月。ISBN 4-06-201171-9。
- 瀬戸内晴美 編『人類愛に捧げた生涯　人物近代女性史』講談社文庫、1989年9月。ISBN 4-06-184501-2。
  - 三枝和子「出口ナオ　貧困と忍耐が高らかに啓示した近代日本への告発」
- 梅棹忠夫、中村弘允 編『宗教の比較文明学』春秋社、1993年3月。ISBN 4-393-29109-3。
  - 第4章 - ヘレン・ハーデカ「大本におけるジェンダーと千年王国」
- 出口和明『いり豆の花　大本開祖出口なおの生涯』八幡書店、1995年7月。ISBN 4-89350-180-1。
- 津島佑子『問いの再生4　女という経験』平凡社、2006年1月。ISBN 4-582-83310-1。
- 安丸良夫『出口なお　女性教祖と救済思想』洋泉社MC新書、2009年5月。ISBN 978-4-86248-377-5。

### その他
- 村上重良『出口王仁三郎』新人物往来社、1973年7月。
- 宮本忠雄『診断・日本人』日本評論社、1974年7月。　宮本忠雄－出口王仁三郎
- 出口栄二、梅原正紀、清水雅人『新宗教の世界Ⅳ』大蔵出版、1978年12月。ISBN 4-8043-5204-X。
　出口栄二『大本－予言と弾圧の歴史』
- 村上重良『宗教の昭和史』三嶺社、1985年11月。ISBN 4-914906-35-X。
- 丸山照雄 編『現代人の宗教3　金光と大本　教典その心と読み方』御茶の水書房、1986年7月。ISBN 4-275-00686-0。
- 丸山照雄編『現代人の宗教10　宗教の可能性』御茶の水書房、1986年8月。ISBN 4-275-00693-3。
- 松本健一『出口王仁三郎　屹立するカリスマ』リブロポート〈シリーズ民間日本学者〉、1986年12月。ISBN 4-8457-0244-4。
  - 『増補 出口王仁三郎　屹立する最後の革命的カリスマ』書籍工房早山 2012。ISBN 4-904701-30-5。
- 松本健一『神の罠　浅野和三郎、近代知性の悲劇』新潮社、1989年10月。ISBN 4-10-368402-X。
- 丸山照雄『日本人にとって宗教とは何か』藤原書店、1995年6月。ISBN 4-89434-018-6。
- 出口和明『スサノオと出口王仁三郎』八幡書店、1995年9月。ISBN 4-89350-181-X。
- 百瀬明治『出口王仁三郎　あるカリスマの生涯』PHP文庫、1995年10月。ISBN 4-569-56810-6。
  - 百瀬明治『大本教大成者　巨人出口王仁三郎の生涯』勁文社、2001年5月。ISBN 4-7669-3762-7。PHP文庫版を再録。
- 大本、創価学会、真如苑、浄土真宗親鸞会『新宗教時代1』大蔵出版、1997年2月。ISBN 4-8043-5206-6。
　出口三平「大本－王仁三郎の切り開いた世界」
- 安丸良夫『一揆・監獄・コスモロジー　周縁性の歴史学』朝日新聞社、1999年10月。ISBN 4-02-257433-X。
　第Ⅲ章「大本教の千年王国主義的救済思想」
- 小滝透『神々の目覚め　近代日本の宗教革命』春秋社、1997年7月。ISBN 4-393-29124-7。
- 宮田登『日本の50年日本の200年　日本人と宗教』岩波書店、1999年1月。ISBN 4-00-026311-0。
　第七章『民衆宗教の系譜　「世直し」と大本教』
- 伊藤栄蔵『大本教祖伝　　出口なお・王仁三郎の生涯』天声社、2000年8月。ISBN 4887560761。
- 森まゆみ『明治快女伝　わたしはわたしよ』文春文庫、2000年8月。ISBN 4-16-742102-X。
- 島薗進 編『シリーズ日本の宗教学1　姉崎正治集　第9巻　論文集・解説』クレス出版、2002年12月。ISBN 4-87733-169-7。
- 佐治芳彦『九鬼文書の謎　禁断の古代古伝』経済界、2003年2月。ISBN 4-7667-1006-1。
　第七章「天掛ける夢、大本教と九鬼文書」
- 小澤浩『日本史リブレット61　民衆宗教と国家神道』山川出版社、2004年6月。ISBN 4-634-54610-8。
- 早瀬圭一『大本襲撃　出口すみとその時代』毎日新聞社、2007年5月。ISBN 978-4-620-31814-1。
- 島田裕巳『日本の10大新宗教』幻冬舎新書、2007年11月。ISBN 978-4-344-98060-0。
- ナンシー・K・ストーカー、井上順孝監修、岩坂彰翻訳『出口王仁三郎　帝国の時代のカリスマ』原書房、2009年6月。ISBN 978-4-562-04292-0。